# Dentadura permanent
La dentadura permanent és el segon conjunt de dents formats en mamífers. Al vell món dels simis (inclosos els humans), hi ha trenta-dues dents permanents, que consten de:
- quatre incisives maxil·lars i quatre de mandibulars.
- dos canines maxil·lars i dos de mandibulars.
- quatre premolars maxil·lars i quatre de mandibulars.
- sis molars maxil·lars i sis de mandibulars.

La primera dent permanent sol aparèixer en la boca al voltant dels sis anys, i la boca estarà llavors en un període de transició amb les dents de llet i les permanents. És a dir, hi haurà una dentadura mixta fins que l'última dent de llet es perdi. Les primeres dents permanents en erupció són els primers molars permanents que apareixen a través de les genives a la part posterior, just darrere dels últims molars de llet. Aquests primers molars permanents són les dents més importants per al correcte desenvolupament d'una dentadura adulta. Fins a l'edat de tretze anys, apareixeran 28 de les 32 dents permanents.
La dentadura permanent es completarà molt de temps després. Les quatre últimes dents en els adults, un a la part posterior de cada arc dental apareixeran, habitualment, entre els 17 i 25 anys. Aquesta és la raó per la qual s'anomenen els queixals del seny.
És possible tenir dents addicionals, o "supernumeràries". Aquest fenomen és erròniament i popularment interpretat com "un tercer conjunt de dents". Aquestes dents poden entrar en erupció a la boca o queden incloses en l'os.